# 장강
장강(중국어 간체자: 长江, 정체자: 長江, 병음: Cháng Jiāng 듣기 (도움말·정보), 표준어: 창장강) 혹은 고대에 강물(江水), 큰 강(大江), 줄여서 강(江)으로 알려진 장강은 아시아에서 가장 긴 강이자 세계에서 세 번째로 긴 강이며, 총 길이가 6,300km이다. 둥펑은 중국 남서부(칭하이, 티베트, 윈난, 쓰촨, 충칭), 중부(후베이, 후난, 장시), 동부(안후이, 장쑤)를 지나 상하이에서 동중국해로 합류한다. 장강 유역은 중국 본토 면적의 5분의 1을 덮고 있으며 중국 본토 인구의 3분의 1에 영양을 공급한다. 장강 경제 벨트는 또한 중국에서 가장 큰 경제 벨트 중 하나이다.
장강(長江)과 황하(黃河)는 모두 중국 문화의 모하(母河)로 알려져 있으며, 이는 장강과 황하 문명을 낳은 것이다. 2019년에 장강 삼각주 경제 구역은 인구 2억 2,700만 명으로 중국 GDP의 약 24%를 차지했다. 장강 유역은 다양한 생태형과 풍부한 수생생물자원을 가지고 있으며, 악어, 철갑상어 등 다양한 멸종위기 동물의 서식지이다. 수천년 동안 중국인들은 양쯔강을 사용하여 물을 길어오고, 관개하고, 하수를 배출하고, 운송하고, 산업을 개발하고, 국경 역할을 했다.
중화인민공화국 건국과 산업화 이후 장강은 산업오염, 농업유출수, 하천의 토사화, 습지와 호수의 감소로 위협을 받아 계절적 홍수의 발생이 증가하고 있다. 따라서 양쯔강의 일부는 보호 지역으로 지정되었다. 윈난의 싼장빙류(Three Parallel Rivers Reserve)는 풍부한 자연 및 문화 자원으로 인해 유네스코 세계 자연 유산으로 지정되었다.

## 명칭
장강은 국제적으로는 양쯔강이란 이름으로도 통용되며, 대한민국에서도 현대에 이 이름으로도 부르고 있다(하지만 역사, 사회 교과서에서는 창장강으로 표기가 되었다.). 그러나, ‘양쯔강’이라는 이름은 원래 이 강의 하류에 접하는 장쑤성 양저우시에서 유래한 말로, 오히려 중국인에게 ‘양쯔강’이라고 말하면 거의 대부분은 올바르게 이해하지 못한다고 한다.

## 지리
상류는 진사강(파당 하구(巴塘河口)에서 사천 의빈으로)으로 불리며, 하류는 양쯔 강(강소성에)이라고 불리기도 했다. 장강 남해안은 벼농사 지대로 강남이라고 불렸고, 특히 하구의 동해안 지역은 강동이라 불렸다.
장강은 티베트고원 속의 탕구라산맥에서 발원하여 티베트고원을 남동쪽으로 가로지르는데, 깊고 좁아 매우 험준한 협곡을 형성한다. 상류의 1,600 km 구간은 1km에 해발고도가 평균 2m씩 낮아져 유속이 빠른 편이다. 쓰촨성에서 동쪽으로 흐르다가 삼협에 이른다. 이 삼협은 약 97 km의 구간으로 폭은 350m를 넘지 않으며 강 양쪽으로 500~1000m 높이의 바위로 된 수직절벽이 놓여있다. 이 지점에서 강의 수심은 최대 150m에 이른다. 그리고 이곳에 세계에서 가장 큰 댐인 싼샤 댐이 건설되었다.
하류 구간에서는 강의 수위는 주변 평야보다 높은데 자연제방과 인공제방으로 인해 안전하게 유지된다. 장강은 인구가 밀집해 사는 논농사 지역에 꼭 필요한 존재이다. 한편으로 비가 많이 내리면 강 수위가 제방을 넘어 대규모 범람을 일으키기도 한다. 북동쪽을 향해 자유곡류를 하면서 흐르다가 하구의 삼각주에 이르러 물줄기가 몇 갈래로 갈라진다. 이 중 가장 큰 물줄기의 남쪽에 상하이가 자리 잡고 있다. 장강은 상업적으로 가장 중요한 강이며, 6,300 km 길이의 대운하를 통해항정(航程)이 지류를 포함해서 전국 내륙수운의 75%를 차지하는 중국 중부의 동서를 잇는 대동맥, 본류의 항정은 윈난성 수부에서 상하이 바오산(장강구/長江口) 간이 2,838km이다. 우한 이동(以東)은 연중 5,000t 이하, 이창 이동은 3,000t 이하, 충칭 이동은 1,000t 이하의 기선의 항행이 가능하다. 또 이빈 이동에서는 천수기선(淺水汽船)의 항행도 가능하며 강물이 풍부한 시기에는 1만 t급 선박이 우한까지 소항(溯航)할 수도 있다.

## 지류
- 자링강
- 한강 (한수이)
- 민강
- 오강

## 갤러리

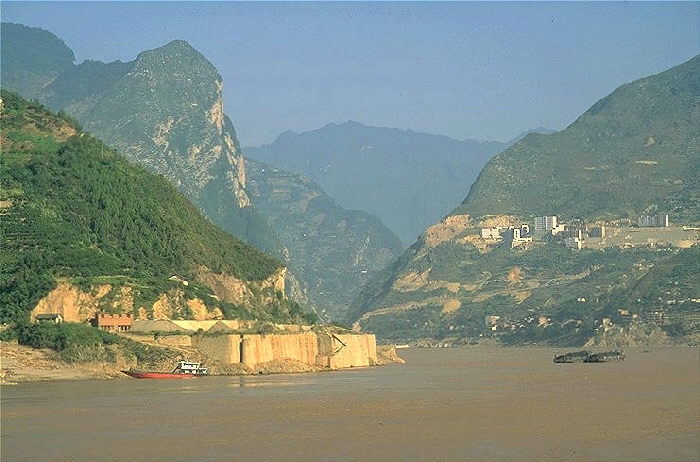
장강 삼협

## 사건
- 둥팡즈싱호 침몰 사고: 2015년 6월 1일, 둥팡즈싱호가 장쑤성 난징에서 충칭으로 가던 중 회오리바람으로 인하여 침몰하였다.

## 같이 보기
- 장강문명
- 장강삼협